# من آمده‌ام
«من آمده‌ام» ترانه‌ای اثر گوگوش خواننده ایرانی است که اولین بار در سال ۱۳۵۵ منتشر شد. این ترانه از ساخته‌های جلیل زلاند بود که پس از بازدید گوگوش از افغانستان به او هدیه داده شده‌است.

## در کوک استودیو
در سال ۲۰۱۵، خوانندگان پاکستانی عاطف اسلم و گل پانه این آهنگ را در قسمت ۳ فصل ۸ برنامه کوک استودیو (انگلیسی: Coke Studioo) اجرا کردند. در موزیک ویدیو این آهنگ اسلم و پانه نیز حضور دارند. این ترانه در عرض پنج ساعت پس از انتشار، ۳۷ هزار بار در رسانه‌های اجتماعی به اشتراک گذاشته شد. ویدیوی آن نیز بیش از ۱۱۴ میلیون بازدید در یوتیوب تا نوامبر ۲۰۲۲ دریافت کرد.